# Onitis bocandei
Onitis bocandei är en skalbaggsart som beskrevs av Gillet 1911. Onitis bocandei ingår i släktet Onitis och familjen bladhorningar. Inga underarter finns listade i Catalogue of Life.